# Melocactus deinacanthus

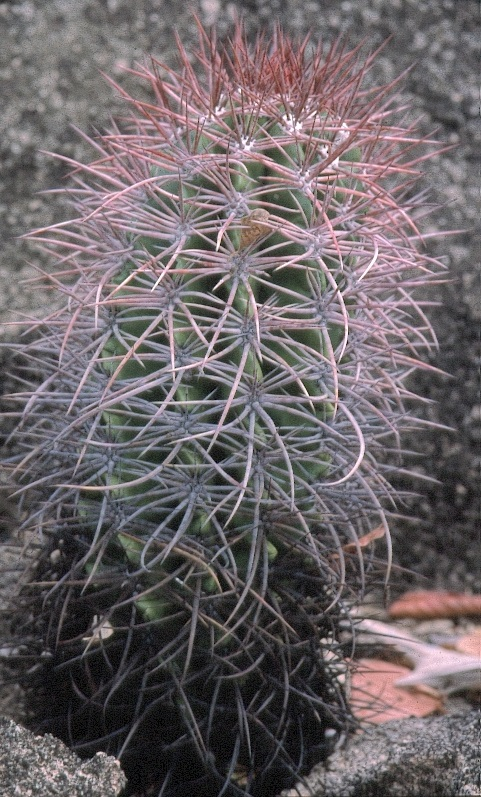
Melocactus deinacanthus kurz vor der Cephaliumausbildung

Melocactus deinacanthus ist eine Pflanzenart aus der Gattung Melocactus in der Familie der Kakteengewächse (Cactaceae). Das Artepitheton deinacanthus leitet sich von den griechischen Worten einos für ‚schrecklich‘ sowie akantha für ‚Dorn‘ ab und verweist auf die Bedornung der Art.

## Beschreibung
Melocactus deinacanthus wächst mit kugelförmigen bis verlängerten Körpern, die Wuchshöhen von 15 bis 35 Zentimetern und Durchmesser von 12 bis 25 Zentimetern erreichen. Es sind 10 bis 12 scharfkantige Rippen vorhanden. Die 4 bis 7 rötlich braunen Mitteldornen sind bis 5,3 Zentimeter lang. Die etwas gebogenen 11 bis 14 Randdornen erreichen eine Länge von bis zu 8 Zentimetern. Das Cephalium wird bis zu 25 Zentimeter hoch und erreicht einen Durchmesser von 9 Zentimetern.
Die mehr oder weniger rosamagentafarbigen Blüten sind bis 2,6 Zentimeter lang und weisen Durchmesser von 1,2 Zentimetern auf. Die keulenförmigen Früchte sind weiß und 1,2 bis 2,2 Zentimeter lang.

## Verbreitung, Systematik und Gefährdung
Melocactus deinacanthus ist im brasilianischen Bundesstaat Bahia verbreitet.
Die Erstbeschreibung erfolgte 1973 durch Albert Frederik Hendrik Buining und Arnold J. Brederoo.
Melocactus deinacanthus wird in Anhang I des Washingtoner Artenschutz-Übereinkommen geführt. In der Roten Liste gefährdeter Arten der IUCN von 2002 wurde sie als „Critically Endangered (CR)“, d. h. vom Aussterben bedroht eingestuft. Im Jahr 2013 wird die Art als „Endangered (EN)“, d. h. als stark gefährdet geführt.

## Nachweise